# Pedostrangalia femoralis
Pedostrangalia femoralis är en skalbaggsart som först beskrevs av Victor Ivanovitsch Motschulsky 1860.  Pedostrangalia femoralis ingår i släktet Pedostrangalia och familjen långhorningar. Inga underarter finns listade i Catalogue of Life.